# Stanisław Lubomirski (Magnat, 1583)

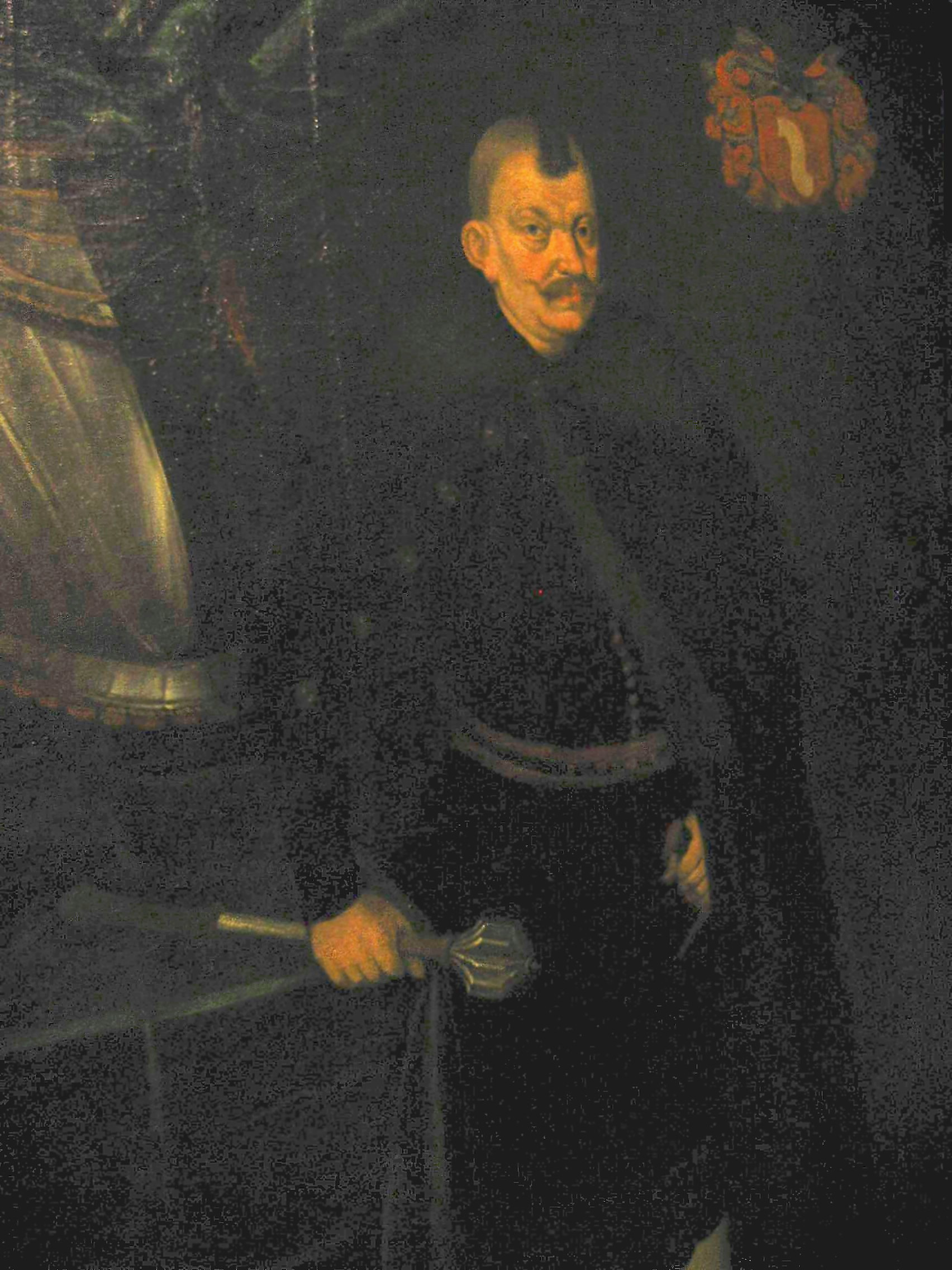
Stanisław Lubomirski

Stanisław Lubomirski (* 1583; † 16. Juni 1649) war ein polnischer Aristokrat, Magnat, Beamter im Staatsdienst, Militärführer, Politiker und Reichsfürst im Heiligen Römischen Reich. Er entstammte dem Adelsgeschlecht der Lubomirskis.

## Leben
Stanisław Lubomirski kam 1583 als Sohn des Sebastian Lubomirski († 1613) und der Anna Lubomirska, geborene Branicka († 1639), auf die Welt.
Er war ab 1620 Vorschneider des königlichen Mahls (auf Polnisch „Krajczy“; ab etwa dem XV. Jahrhundert nur ein Titularamt) der polnischen Krone sowie königlicher Sekretär. Ab 1628 bekleidete er das Amt eines Wojewoden von Ruthenien, dem ab 1638 die Ämter eines Wojewoden der Wojewodschaft Krakau sowie eines Starosten von Krakau folgten. 1647 hob ihn Kaiser Ferdinand III. in den Rang eines Reichsfürsten des Heiligen Römischen Reiches.
Lubomirski nahm 1609 an der Belagerung von Smolensk während des Polnisch-Russischen Krieges 1609–1618 aktiv teil. Er war 1621 einer der Befehlshaber polnischer Truppen während des Osmanisch-Polnischen Krieges  1620–1621. Er diente ab 1634 unter Großhetman Stanisław Koniecpolski in der damals polnischen Ukraine.
Er erbte von seinem Vater große Latifundien, die er durch die Heirat mit Zofia Lubomirska, geborene Ostrogska († 1662) vermehrte. Bis 1642 war er der Eigentümer von 10 Schlössern, 12 Städten, 300 Dörfern und weitläufiger Ländereien u. a. Er gehörte zu den reichsten Magnaten Polen-Litauens.
Aus der Ehe mit Zofia Ostrogska gingen zwei Töchter und drei Söhne hervor, unter anderem Jerzy Sebastian Lubomirski.